# Balatukan
Balatukan je potenciálně aktivní sopka na filipínském ostrově Mindanao. Dosahuje nadmořské výšky 2 450 m. Nejsou známy žádné historické erupce, ale vykazuje fumarolickou aktivitu.

## Popis
Vulkanický komplex jizví kaldera s rozměry 15 × 10,6 km a vrchol stratovulkánu tvoří kráter. Oba dva morfologické útvary odvodňuje řeka Balatukan. Celé území sopky je od roku 2007 součástí přírodního parku Mount Balatukan Range o rozloze 84,23 km². Ten je ještě obklopen ochranným územím s výměrou 12,2 km².
U Balatukanu nejsou známé žádné erupce, ačkoliv některé lávové proudy na svazích pocházejí z období pleistocénu.    